# Ki Hong Lee
Ki Hong Lee   (Seül, 30 de setembre de 1986) és un actor nord-americà d'origen coreà. És conegut per la interpretació en la famosa pel·lícula El corredor de laberint  en el paper de Minho i a la serie de Netflix Unbreakable Kimmy Schmidt, en el paper de Dong Nguyen.

## Vida Personal
Va néixer en Seül, Corea del sud. Quan tenia sis anys els seus pares es van mudar a Auckland, Nova Zelanda, i quan tenia vuit anys es van traslladar a Los Angeles, Califòrnia. Actualment Ki Hong Lee està casat amb Choi Hayoung, des del 7 de març de 2015.

## Estudis i Carrera
Va estudiar Psicologia a la Universitat de California a Berkeley, de 2004 a 2008, després de la universitat va treballar en el restaurant dels seus pares, a la vegada va començar a actuar en obres de teatre de l'església.
Lee va debutar als escenaris a Wrinkles, presentada por East West Players i dirigida per Jeff Liu, (estrenada el 16 de febrer de 2011 i en representació fins al 13 de març de 2011) al Teatre David Henry Hwang al centre de les arts de Los Angeles.

## Filmografia
| Any  | Pel·lícula                           | Paper                   |
| ---- | ------------------------------------ | ----------------------- |
| 2013 | Cara Groga                           | BD Wong                 |
| 2014 | The Maze Runner                      | Minho                   |
| 2015 | L'experiment de la presó de Stanford | Gavin Chan              |
| 2015 | Tot abans de nosaltres               | Gaig                    |
| 2015 | The Maze Runner 2                    | Minho                   |
| 2017 | L'alcalde                            | El fill de Yang Jin-Joo |
| 2017 | Desitjo sobre                        | Ryan Hui                |
| 2018 | The Maze Runner 3                    | Minho                   |